# Carspach
Carspach é uma comuna francesa na região administrativa de Grande Leste, no departamento Alto Reno. Estende-se por uma área de 17,27 km². Em 2010 a comuna tinha 2 139 habitantes (densidade: 123,9 hab./km²).